# Die Lesende (Lovis Corinth)
Die Lesende (BC 458) ist ein Porträt des deutschen Malers Lovis Corinth, das er 1911 von seiner Frau Charlotte Berend-Corinth anfertigte. Das Gemälde befand sich bis in die Zeit des Nationalsozialismus im Besitz des jüdischen Kunstsammlers Emil Kaim in Breslau, wo es 1940 beschlagnahmt und in das Schlesische Museum der Bildenden Künste in Breslau sowie später in die Deutsche Treuhandstelle für beschlagnahmte jüdische, polnische und andere Vermögen im Generalgouvernement überführt wurde. Nach dem Zweiten Weltkrieg gelangte es in Privatbesitz. 2022 kam es zu einer gütlichen Einigung der Besitzer mit den Erben von Emil und Sophie Kaim. Ende 2022 wurde das Gemälde bei einer Auktion versteigert und befindet sich seitdem wieder in Privatbesitz.
Das in Öl auf Leinwand ausgeführte querformatige Bild misst 45 × 70 Zentimeter. Corinth malte seine auf einem Sofa liegende und ein Buch lesende Frau. 1930 fertigte Charlotte Berend-Corinth selbst ein nahezu gleiches Bild mit dem Titel Mine Corinth auf einem Diwan ein Buch lesend an, das ihre Tochter Wilhelmine Corinth in derselben Position auf einem Sofa darstellte.

## Bildbeschreibung
Das Gemälde zeigt eine dunkelhaarige Frau, die auf einem Sofa liegt und ein Buch in den Händen hält; bei der Abgebildeten handelt es sich um Charlotte Berend-Corinth, die Frau des Künstlers. Der Kopf der Frau befindet sich auf der linken Seite des Bildes auf einigen Kissen. Sie trägt ein blau und weiß gemustertes und am Hals geschlossenes Kleid, über den Schultern zudem eine helle Jacke. Die Ärmel des Kleides enden unterhalb der Ellenbogen, am rechten Unterarm auf der vorderen Seite unterhalb des Handgelenks trägt die Frau ein goldenes Armband. Mit beiden Händen hält sie ein aufgeschlagenes Buch in die Höhe. Die Augen sind auf das Buch gerichtet, sodass sie aus der Perspektive des Betrachters halb geschlossen wirken. Das Porträt der Liegenden endet am rechten Bildrand unterhalb der Hüften, wobei die Oberschenkel von einem Beistelltisch mit einer Blumenvase verdeckt werden, die den rechten Bildrand bilden.
Das Sofa ist bräunlich-rot und die Liegefläche bildet den unteren Bildrand. An der linken Seite befindet sich eine Armlehne, auf der ein rötliches Sofakissen und darauf ein kleineres weißes Kissen liegen, auf denen der Kopf von Charlotte Berend-Corinth aufliegt. Der Tisch am rechten Bildrand ist von einer weiß-roten Tischdecke abgedeckt, die darauf stehende Vase enthält einen Strauß aus Frühjahrsblumen. Den Hintergrund bildet eine blaue Wand mit weißen Verzierungen in Form von Pflanzenornamenten.
Das Bild ist am oberen linken Bildrand signiert und datiert mit Lovis Corinth 1911.

## Hintergrund und Entstehung
Laut dem Werkverzeichnis von Charlotte Berend-Corinth wurde das Bild 1911 bei einem Urlaub in St. Ulrich im Grödner Tal in Südtirol gemalt. Wie die Dargestellte sagt, hatte sie gar nicht bemerkt, dass sie bei der Lektüre porträtiert wurde:

„Beim Malen dieses Bildes ist es tatsächlich geschehen, daß ich es nicht bemerkte, als Lovis mich malte. Ich war so sehr vertieft in meine Lektüre, daß ich es zwar hörte, wie er die Staffelei aufstellte und sich zum Malen hinsetzte, aber ich dachte, er wird wohl die Blumen malen, die auf dem Tisch neben dem Sofa standen. Dann versenkte ich mich wieder in mein Buch. […] Eine sublime Intimität geht vom Bilde aus. Und es ist leicht in einer heiteren Farbharmonie gehalten.“

Dabei betont sie die blaue Farbe des Kleides mit weißen „Punkten“, das blaue Sofa und die ebenfalls hellblaue Wand mit weißen Ornamenten.

## Deutung und Rezeption

### Intimität und Bezug zu französischer Malerei
Bei der Objektbeschreibung zur Auktion im Auktionshaus Ketterer Kunst 2022 wird die bereits von Charlotte Berend-Corinth erwähnte Intimität des Bildes herausgestellt: „Derart unmittelbare Begegnungen zwischen Bild und Betrachter sind den Werken Corinths in vielen Facetten inhärent. Ob zarteste menschliche Nähe, rohe Gewalt oder wildes erotisches Verlangen, der gestenreiche Pinselduktus des Künstlers bannt die Gefühle des Lebens auf die Leinwand und zieht die Betrachtenden in diesen Bann.“ Corinth bringe in den zahlreichen Porträts seiner Frau „vertrautes, liebendes Begehren ebenso zum Ausdruck wie die stille Intimität eines ruhigen Sonntagnachmittags.“ In diesem Bild wird die Häuslichkeit und Ruhe vor allem durch die „zarten Blautöne, die ornamentierte Tapete und de[n] rechts im Bild angedeutete[n] Blumenstrauß“ zusammen mit dem „entspannt auf dem Kissen ruhende[n] Haupt der geliebten Charlotte“ betont.
Zudem wird ein Bezug zu anderen Künstlern hergestellt, die lesende Frauen darstellten, wobei vor allem Bilder von Claude Monet und Jean-Honoré Fragonard herausgestellt werden. Demnach habe sich „Corinth […] dabei ganz offensichtlich an der französischen Moderne orientiert, besonders an der wegweisenden postimpressionistischen ‚Mustermalerei‘ eines Édouard Vuillard oder Pierre Bonnard“.

### Mine Corinth auf einem Diwan ein Buch lesend
Charlotte Berend-Corinth malte um 1930 mit Mine Corinth auf einem Diwan ein Buch lesend (Öl auf Leinwand, 50,8 × 81 cm) ein Bild, das wie eine Kopie des Gemäldes ihres verstorbenen Mannes von 1911 wirkt. Es entspricht diesem in Motiv und Bildaufbau, unterscheidet sich von ihm jedoch durch das abweichende Format und die völlig andere Farbgebung; vor allem der Hintergrund ist bei diesem Bild rötlich-braun. Charlotte Berend-Corinth wählte als Titel zudem einen Bezug zu ihrer Tochter Wilhelmine Corinth. An der Position, an der Lovis Corinth sein Bild signiert hatte, befindet sich bei Berend-Corinth eine deutliche Retusche und sie selbst signierte es am unteren rechten Bildrand mit einem eingeritzten Ch BEREND.
Inka Bertz reflektiert die Entstehung des Bildes als „Dialog mit Lovis Corinth“. Nach ihrer Darstellung befand sich Charlotte Berend-Corinth zur Zeit der Entstehung ihres Bildes „in eine[r] Phase der künstlerischen Selbstzweifel, der Experimente und Orientierungssuche, die in ihren Werken, aber auch in ihrem Tagebuch und den autobiografischen Erinnerungsbüchern an Lovis Corinth ihren Ausdruck fanden. Darin wechselt die erzählte Zeit zwischen der Gegenwart der Autorin und Rückblenden in die Vergangenheit mit Lovis Corinth. Er ist ihr Sparringspartner, Resonanzraum und ‚Seelenspiegel‘“. In diesen Kontext setzt sie auch das Gemälde als „bildkünstlerische Entsprechung dieser Texte“, in dem sich ebenfalls „Identifikation mit Selbstbehauptung, Erinnerung mit der Suche nach einer künstlerischen Zukunft, Appropriation mit eigener Schöpfung, changierend zwischen der Erinnerung an Lovis Corinth und ihrer eigenen Gegenwart als Künstlerin“ mischen. Charlotte Berend-Corinth überarbeitete das 1930 geschaffene Werk wahrscheinlich in den 1950er/60er Jahren, in denen sie sich verstärkt wieder ihren eigenen Arbeiten zuwendete. Wahrscheinlich wurde dabei auch die Signatur retuschiert und die neue Signatur in die bereits gefirnisste Malschicht eingeritzt. Nach Bertz „verrät [die Veränderung] eine Vehemenz, die im Verband mit der Flüchtigkeit, ja Hast, mit der die Retuschen links oben ausgeführt sind, auf eine emotional aufgewühlte Stimmung schließen lässt. Aber gerade im Zusammenhang mit der Beseitigung der gemalten Signatur oben links erscheint der Eingriff in die Bildoberfläche unten rechts wie eine ostentative, irreversible Bekräftigung ihrer Autorschaft.“
Das Gemälde Mine Corinth auf einem Diwan ein Buch lesend befindet sich seit 2009 in der Sammlung des Jüdischen Museums Berlin und wurde bei einer Auktion in der Galerie Bassenge aus dem Nachlass der Familie der Künstlerin erstanden.

## Provenienz und Ausstellungen

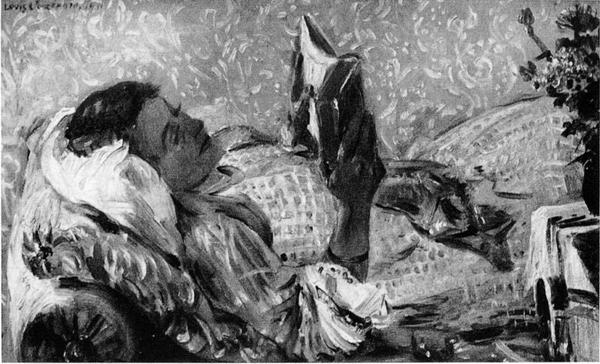
Schwarz-Weiß-Darstellung des Bildes aus dem Werkverzeichnis von 1992; zum Zeitpunkt der Veröffentlichung war der Verbleib des Bildes unbekannt.

Dem Werkverzeichnis von Berend-Corinth folgend befand sich das Bild im Privatbesitz des jüdischen Kaufmanns und Sammlers Emil Kaim in Breslau und der Verbleib nach dem Zweiten Weltkrieg war sowohl ihr wie auch der Bearbeiterin der Neuauflage 1992, Béatrice Hernad, unbekannt. In der Sammlung Emil und Sophie Kaim befand es sich bis 1940, danach wurde es während der NS-Diktatur beschlagnahmt und ging in Staatsbesitz über; Emil und Sophie Kaim wurden 1943 in das Konzentrationslager Theresienstadt deportiert, überlebten dort jedoch und gelangten mit einem Sondertransport 1945 in die Schweiz. Im Februar 1942 kam das Bild durch den Tausch mit einem anderen Kunstwerk in das Schlesische Museum der Bildenden Künste in Breslau und blieb dort bis 1944. Über die Deutsche Treuhandstelle für beschlagnahmte jüdische, polnische und andere Vermögen im Generalgouvernement wurde es dann an einen unbekannten Kunsthändler versteigert. Ab Ende der 1950er Jahre befand es sich in Familienbesitz. 2022 kam es erneut in den Kunsthandel, nachdem sich die Besitzer mit den Erben von Emil und Sophie Kaim gütlich geeinigt hatten und damit Restitutionsansprüchen nachgekommen waren. Es wurde am 9. Dezember 2022 im Auktionshaus Ketterer Kunst München versteigert und befindet sich seitdem erneut in Privatbesitz.
In den 1920er Jahren wurde das Bild vereinzelt bei Ausstellungen gezeigt. 1923 war es Teil einer Ausstellung zu Corinths 65. Geburtstag mit 170 Bildern aus Privatbesitz im ehemaligen Kronprinzenpalais der Nationalgalerie Berlin (Katalognummer 157) sowie erneut dort 1926 zur großen Gedächtnisausstellung von Gemälden und Aquarellen nach dem Tod von Lovis Corinth (Katalognummer 188). Vom 12. September bis 15. Dezember 1926 zeigte der Kunstverein Kassel das Bild in der Staatlichen Gemäldegalerie in einer Ausstellung von Gemälden zu seinem Gedächtnis (Katalognummer 188) und 1927 wurde es beim Sächsischen Kunstverein im Rahmen einer Gedächtnis-Ausstellung für Lovis Corinth mit anderen Gemälden, Aquarellen, Zeichnungen und Grafiken in einem Seitenflügel der Kunstakademie auf der Brühlschen Terrasse in Dresden präsentiert.

## Belege
1. 1 2 3 4  
Die Lesende. (BC 458). In: Charlotte Berend-Corinth: Lovis Corinth. Werkverzeichnis. Neu bearbeitet von Béatrice Hernad. Bruckmann Verlag, München 1992, ISBN 3-7654-2566-4, S. 124.
2. 1 2  
Die Lesende. (BC 458). In: Carl Georg Heise (Hrsg.): Lovis Corinth. Bildnisse seiner Frau. Reclam-Verlag, Stuttgart 1958, S. 28.
3. 1 2 3 4 5 6 7  
Lovis Corinth: Die Lesende / Lot 5 beim Auktionshaus Ketterer Kunst, 9. Dezember 2022, abgerufen am 14. April 2023.
4. 1 2 3 4  
Inka Bertz: Charlotte Berend im Dialog mit Lovis Corinth. Überlegungen zu dem Gemälde Mine Corinth auf einem Diwan ein Buch lesend, In: Andrea Jahn (Hrsg.): Wiederentdeckt! Rediscovered!, Ausstellungskatalog Charlotte Berend-Corinth, Saarlandmuseum, Moderne Galerie, Saarbrücken, 5.11.2021-20.2.2022, S. 140–155. (Kopie: Charlotte Berend im Dialog mit Lovis Corinth. Überlegungen zu dem Gemälde Mine Corinth auf einem Diwan ein Buch lesend. Jüdisches Museum Berlin 2021; abgerufen am 30. Mai 2023.)